# روان دي أوليفيرا فيريرا
روان دي أوليفيرا فيريرا (بالبرتغالية: Ruan Oliveira‏) هو لاعب كرة قدم برازيلي، ولد في 2000 في البرازيل.

## وصلات خارجية
- روان دي أوليفيرا فيريرا على موقع قاعدة بيانات كرة القدم.إي يو (الإنجليزية)
- روان دي أوليفيرا فيريرا على موقع Soccerway.com (الإنجليزية)